# Calliopsis michenerella
Calliopsis michenerella är en biart som beskrevs av Shinn och Engel 2003. Calliopsis michenerella ingår i släktet Calliopsis och familjen grävbin. Inga underarter finns listade.